# Ordre des Barthélémites
 (mai 2021).
Pour les articles homonymes, voir Barthélemy.
L'ordre des Barthélémites, aussi appelé Frères Unis, ou officiellement en latin Institutum clericorum sæcularium in communi viventium, est composé de clercs séculiers vivant en communauté, nommés d'après Barthélémy Holzhauser qui fonda cet ordre à Salzbourg en 1640 pour l'éducation des jeunes gens et des ecclésiastiques, ainsi que pour la cure d'âmes en paroisses, notamment rurales. Répandus dans plusieurs provinces d'Allemagne, en Pologne et en Catalogne, les prêtres vivaient en commun et étaient dirigés par un président général ainsi que par des présidents diocésains. Ces derniers étaient soumis aux ordinaires et avaient sous eux des doyens ruraux : cette insertion au sein de la hiérarchie séculière répondait au but de leur institution, celui de la sanctification du clergé séculier afin de mener un apostolat plus efficace auprès des laïcs. 
Les membres de la congrégation séculière vivaient dans les séminaires, ou en groupes de deux ou trois dans les paroisses, et suivaient une vie de prières et d'exercices quotidiens. Les fonds devaient être communs et toutes les servantes devaient être congédiées. Aucun vœu ne devait être pris, mais une simple promesse d'obéissance au supérieur devait être faite, confirmée par un serment.
Le père Holzhauser a d'abord essayé d'établir une communauté dans le diocèse d'Eichstätt, mais n'a pas réussi. À Tittmoning, encouragé par Jean Christophe de Lichtenstein, l'évêque de Chiemsee, conseiller principal et suffragant de l'archevêque de Salzbourg, il eut plus de succès. Des prêtres du diocèse de Chiemsee et des alentours se joignirent à lui.
Le pape Innocent XI approuva leurs constitutions en 1680. La même année, l’empereur Léopold ordonna que dans ses pays héréditaires, ils fussent prioritaires dans l'exercice de charges paroissiales. 
Malgré la protection de l'empereur Léopold II d'Autriche et du pape, cet ordre s'éteint en 1795. L'Union apostolique des prêtres séculiers (devenue ensuite l'Union apostolique du clergé), créée en 1879 à la suite de la réunion de diverses associations cléricales européennes, se considère comme l'héritier de cet ordre.

## Sources
Cet article comprend des extraits du Dictionnaire Bouillet. Il est possible de supprimer cette indication, si le texte reflète le savoir actuel sur ce thème, si les sources sont citées, s'il satisfait aux exigences linguistiques actuelles et s'il ne contient pas de propos qui vont à l'encontre des règles de neutralité de Wikipédia.
- Abbé Bergier, « Barthélémites»,Encyclopedie methodique: Théologie, tome 1, 1788, p.200.

- Joseph Henry McMahon «The Apostolic Union of Secular Priests»,Catholic Encyclopedia, Robert Appleton Company, New York, 1913.